# Observatie- en behandelingscentrum
Een Observatie- en Behandelingscentrum, kortweg OBC, in de gehandicaptenzorg in België, is een centrum voor diagnose en hulpverlening aan minderjarigen met gedrags- of emotionele stoornissen thuis of op school, al dan niet combinatie met leerproblemen en/of een psychische stoornis.
De minderjarige verblijft in een OBC zodra er een diagnose is waar een aangepast type van voorziening mee aan de slag kan. De verblijfsduur is beperkt tot 36 maanden. Een OBC behandelt meestal vanuit verschillende invalshoeken. Zo is er een voortdurende samenwerking tussen psychiater, psycholoog, maatschappelijk werker en orthopedagogische begeleider (opvoeder).
Binnen de eerste drie maanden brengt het OBC-team de problematiek in kaart door middel van een sociaal, medisch-psychiatrisch, pedagogisch en psychologisch onderzoek. De evaluatie van de resultaten gebeurt samen met de ouders en de jongere. Op basis daarvan wordt een behandeling voorgesteld. Mogelijke behandelingen zijn, al naargelang het centrum: ouderbegeleiding, gezinstherapie, individuele psychologische therapie, medisch-psychiatrische begeleiding, pedagogische begeleiding zowel individueel als in een leefgroep.